# Mosze Karmel

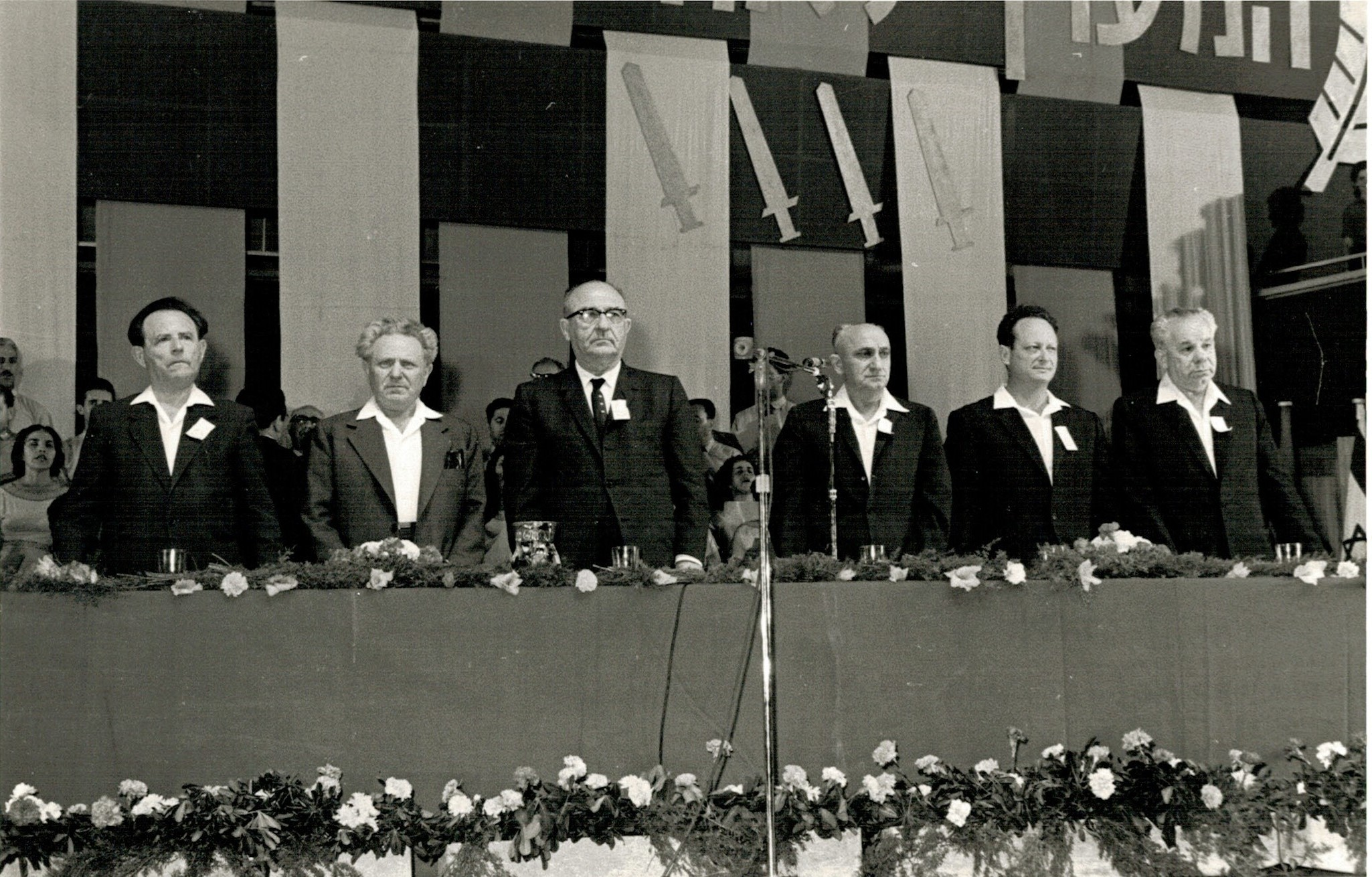
Konwencja założycielska Koalicji Pracy, od lewej: Mosze Karmel, Jigal Allon, Re’uwen Barkat, Lewi Eszkol, Jisra’el Galili i Aharon Becker (1965)

Mosze Karmel (hebr. משה כרמל, ang. Moshe Carmel, ur. 17 stycznia 1911, zm. 14 sierpnia 2003) – izraelski polityk i dowódca wojskowy w stopniu generała majora (alluf), minister transportu w latach 1955–1959 i 1965–1969, poseł do Knesetu w latach 1958–1966 i 1969–1977.

## Życiorys

### Młodość
Urodził się w 1911 roku Mińsku Mazowieckim położonym w ówczesnym Imperium Rosyjskim (obecnie terytorium Polski). W 1924 roku wyemigrował do Mandatu Palestyny. Działał w młodzieżowym ruchu syjonistycznym Noar Ha’Oved. W 1930 uczestniczył w założeniu kibucu Na’an.

### Kariera wojskowa
W 1937 roku wstąpił do żydowskiej organizacji paramilitarnej Hagana i prowadził kursy szkoleniowe dla oficerów. W 1939 roku został aresztowany przez brytyjskie władze mandatowe i osadzony w więzieniu w Akce. Opuścił więzienie w 1941 roku. Rok później objął dowodzenie nad batalionami młodzieżowymi Gadna (1942-1943).
Podczas wojny domowej w Mandacie Palestyny w 1948 roku został pierwszym dowódcą Brygady Karmeli, którą nazwano od jego nazwiska. W przededniu wybuchu I wojny izraelsko-arabskiej w maju 1948 roku został mianowany dowódcą frontu północnego – został pierwszym szefem Północnego Dowództwa (1948-1949). Po wojnie, w 1950 roku odszedł do pracy cywilnej.

### Kariera polityczna
Od 1944 roku Mosze Karmel był członkiem lewicowej partii politycznej Mapai. Gdy w 1946 roku doszło do rozłamu w partii, Karmel był jednym z inicjatorów reaktywacji syjonistycznej partii lewicowej Achdut ha-Awoda. Po zakończeniu kariery wojskowej, Karmel zaangażował się w działalność polityczną. Równocześnie rozpoczął studia akademickie. Ukończył historię i filozofię na Uniwersytecie Hebrajskim w Jerozolimie, a następnie nauki polityczne w Paryżu.
Bezskutecznie kandydował wyborach parlamentarnych w 1955 roku z listy Achdut ha-Awoda. Dawid Ben Gurion powierzył mu jednak funkcję ministra transportu w swoim piątym i szóstym rządzie (1955–1959). Ostatecznie znalazł się w składzie trzeciego Knesetu po rezygnacji Jicchaka Tabenkina 9 czerwca 1958. Zdobywał mandat w wyborach w 1959, 1961 i 1961. Był członkiem parlamentarnych komisji budownictwa, komisji spraw wewnętrznych, komisji pracy, komisji finansów, komisji spraw zagranicznych i obrony, oraz innych. W dniu 30 maja 1965 roku Lewi Eszkol powierzył mu obowiązki ministra transportu (1965–1969). 17 stycznia 1966 zrezygnował z zasiadania w parlamencie, mandat objął po nim Mosze Wertman. Powrócił do parlamentu wyborach w 1969. Uzyskał reelekcję w 1973. W wyborach w 1977 utracił miejsce w Knesecie.
Zmarł w 2003 roku w Tel Awiwie. Pozostawił dwie córki.